# Sant Pere Màrtir de Sant Julià del Llor
Sant Pere Màrtir és una petita capella al terme municipal de Sant Julià del Llor i Bonmatí (la Selva) inclosa a l'Inventari del Patrimoni Arquitectònic de Catalunya.

## Arquitectura
Conjunt arquitectònic menor format per les restes d'una antiga capella i per un petit oratori aïllat de construcció moderna. Les restes de l'edificació original actualment estan en ruïnes. El conformen un seguit de murs de pedra i morter que assoleixen com a màxim el metre i mig d'alçada. Aquestes restes són de difícil interpretació, encara que podrien correspondre a una antiga capella. L'oratori, recentment restaurat i orientat al sud, és de planta quadrada i cobert amb una teulada d'esquena corbada i convexa de doble vessant cap als laterals culminada amb una creu de ferro. Està pintat de color carabassa i conté una finestreta enreixada des d'on es veu la imatge del sant, situada a l'interior d'una fornícula. Sota la finestra hi ha una placa identificativa de la capella. La iconografia del sant consta d'un personatge masculí aureolat amb la mà dreta assenyalant el cel i la mà esquerra sostenint un llibre obert. El seu hàbit és el dominic, basat en les robes blanques i negres, i el seu instrument de martiri és un ganivet que porta clavat al cap, com si fos un meló. A l'entorn de l'oratori hi ha uns escalons per a pregar i un banc per seure.

## Història
El personatge italià anomenat Sant Pere Màrtir (Verona 1206 - Milà 1252) fou un dominic inquisidor que perseguí la religió d'arrel paleocristiana dels Bons Homes, l'anomenada “heretgia càtara”. Fou canonitzat el 1253, un any després que morís assassinat. Segons el martirologi, convertia a la gent amb la seva prèdica. Durant el seu martiri a cops de destral (encara la seva imatge beneïda actual el presenta amb un ganivet mig clavat al cap), es diu que va caldre degollar-lo perquè callés. La seva festivitat és el 29 d'abril. El 17 de setembre de l'any 2000 va ser reposada i beneïda la imatge del sant a l'oratori dedicat a la seva memòria. L'oració cristiana i catòlica dedicada a Sant Pere Màrtir és la que segueix: “Feu, Déu omnipotent, que imitem amb donació sincera la fe del vostre màrtir Sant Pere. Ell que, per difondre aquesta fe, ha merescut d'obtenir la palma del martiri. Per Crist Senyor nostre, Amén.” Pel que fa a les restes constructives, se suposa que són d'una antiga capella medieval del segle xiii.